# (513007) 2017 UK46
(513007) 2017 UK46 es un asteroide perteneciente al cinturón de asteroides, descubierto el 8 de mayo de 2008 por el equipo del Spacewatch desde el Observatorio Nacional de Kitt Peak, Arizona, Estados Unidos.

## Designación y nombre
Designado provisionalmente como 2017 UK46.

## Características orbitales
2017 UK46 está situado a una distancia media del Sol de 2,529 ua, pudiendo alejarse hasta 3,065 ua y acercarse hasta 1,993 ua. Su excentricidad es 0,211 y la inclinación orbital 5,280 grados. Emplea 1469,67 días en completar una órbita alrededor del Sol.

## Características físicas
La magnitud absoluta de 2017 UK46 es 18,095. 